# هارون تاكر
هارون تاكر هو شاعر كندي، ولد في 1982 في فيرنون في كندا.

## وصلات خارجية
- الموقع الرسمي